# Sitticus palpalis
Sitticus palpalis là một loài nhện trong họ Salticidae.
Loài này thuộc chi Sitticus. Sitticus palpalis được Frederick Octavius Pickard-Cambridge miêu tả năm 1901.